# Гарлем Глобтроттерс
«Га́рлем Глобтро́ттерс» (англ. Harlem Globetrotters, букв. «Гарлемские путешественники») — американская баскетбольная выставочная команда. В своих выступлениях сочетает элементы спорта, театрального шоу и комедии. Штаб-квартира команды расположена в Финиксе (Аризона), владелец контрольного пакета акций — аффилиированный с Walt Disney Company фонд Shamrock Holdings.
Сформированные в Чикаго в конце 1920-х годов (по одним источникам в начале 1927 года, по другим в начале 1929 года), «Глобтроттерс», в составе которых выступали только чернокожие баскетболисты, с самого начала играли исключительно на выезде, не имея домашнего зала. «Глобтроттерс» выступали в разных населённых пунктах США и Канады против местных команд, постепенно завоевав репутацию одного из сильнейших профессиональных баскетбольных коллективов Америки. Эту репутацию им удалось подтвердить, выиграв в 1940 году Всемирный профессиональный баскетбольный турнир, а затем нанеся в конце 1940-х годов ряд поражений ведущим командам НБЛ и НБА. Успехи команды привели к тому, что руководство НБА пересмотрело свои принципы и допустило к играм лиги чернокожих баскетболистов.
Постепенно акцент в выступлениях «Глобтроттерс» смещался от чисто спортивного аспекта в сторону шоу. Был разработан арсенал игровых трюков, в команде существуют отличные от обычных баскетбольных позиций игровые амплуа. Начиная с 1950-х годов команда выполняет функции «послов доброй воли» США, посетив с гастролями более 120 стран мира. В рамках гастролей «Глобтроттерс» играют как с местными командами, так и со своими постоянными спарринг-партнёрами, в роли которых более сорока лет выступали укомплектованные белыми игроками «Вашингтон Дженералс». Общая слабость противников позволяла команде не проигрывать годами и проводить победные серии длиной в несколько тысяч игр. Со сменой руководства в 1990-е годы произошёл частичный возврат к спортивной составляющей и в расписании «Глобтроттерс» снова появились игры с сильными соперниками. Одним из результатов стали участившиеся поражения, но в целом команда только упрочила благодаря этому шагу свою популярность. Команда, бывший менеджер и восемь игроков «Гарлем Глобтроттерс» включены в Зал славы баскетбола. «Гарлем Глобтроттерс» также удостоены собственной звезды на голливудской «Аллее славы».

## История

### Рождение команды: официальная и альтернативная версии

#### Официальная версия
На протяжении десятилетий единственной общепринятой была история возникновения команды «Гарлем Глобтроттерс», впервые озвученная в 1950-е годы и остающаяся официальной до начала нового тысячелетия. Эта версия заключается в следующем.
В середине 1920-х годов в Лиге Американского легиона, объединявшей команды, состоящие из цветных игроков, выступала сборная, носившая название «Жиль Пост» (англ. Giles Post). В 1926 году тренировать эту команду был приглашён 24-летний Эйб Саперстейн. Вскоре команда сменила название на «Савой Биг Файв» (англ. Savoy Big Five), в честь танцевального зала Savoy, с которым заключила контракт на выступления. Из-за финансовых разногласий команда распалась, и трое из её игроков обратились к Саперстейну с предложением о создании отдельного коллектива — профессиональной гастрольной команды.
7 января 1927 года новая команда, которой Саперстейн дал название «Гарлем Глобтроттерс», одновременно намекавшее на расовый состав команды, состоявшей из чернокожих игроков, и на её статус как гастрольной команды, провела свою первую игру в иллинойсском городке Хинкли. За свой первый матч команда получила 75 долларов, из которых пять ушли на покрытие накладных расходов, по десять каждому из пяти игроков и 20 — Саперстейну как тренеру, менеджеру и шофёру. Начало показалось членам команды успешным, и они продолжили гастроли по американской глубинке, за первый год выиграв 101 матч и проиграв шесть.

#### Альтернативная версия
В конце XX века получила известность альтернативная версия истории возникновения команды, рассказанная одним из игроков её первого состава — Томми Брукинзом. Основываясь на этой альтернативной истории, авторы вышедшей в 2006 году книги «Раскручивая глобус» Бен Грин и статьи 2008 года Брайан Кольер оспаривают традиционную версию. Они указывают, в частности, что зала «Савой» в 1926 году ещё просто не существовало, команда «Савой Биг Файв» не распалась, а продолжала выступать ещё много лет, а об игре 7 января 1927 года Саперстейн впервые упомянул лишь в 1947 году, объявив о двадцатилетии команды, что Грин расценивает как обычный рекламный трюк.
Грин пишет о том, что звёздный (по меркам Чикаго) состав из бывших игроков сборной старшей школы имени Уэнделла Филлипса, где учились цветные дети, собрал в 1926 году бывший игрок в американский футбол Дик Хадсон, даже выписавший для этого из Айовы другого футболиста — Джо Лилларда. Этот состав должен был выступать в Лиге Американского легиона под маркой команды «Жиль Пост» (англ. Gilles Post) — давней участницы этих соревнований, но у Хадсона были планы превратить его в гастролирующую профессиональную команду. По рекомендации одного из менеджеров подобных команд Хадсон предложил аналогичную работу молодому еврею Эйбу Саперстейну, уже успевшему себя зарекомендовать как администратор, однако тренировал «Жиль Пост» он сам. Первое турне команды началось в Висконсине в конце 1926 года, и после него команда рассталась с Саперстейном, который устраивал проведение матчей благодаря ложным сведениям об игроках и команде, приписывая им несуществующие спортивные достижения. В «Савой» команда попала лишь в январе 1928 года под названием «Савой Бер Кэтс» (англ. Savoy Bear Cats), всё ещё под управлением Хадсона как главного тренера. Название «Биг Файв» появилось как часть рекламы, с помощью которой владельцы зала привлекали зрителей.
В сезоне 1928/29 годов в команде произошли большие изменения в составе, хотя о распаде говорить не приходилось — её выступлениям сопутствовал финансовый успех, и дирекция зала не собиралась расторгать выгодный контракт, создав в новом сезоне ещё и женскую команду. Часть ушедших из «Биг Файв» игроков во главе с Томми Брукинзом решила создавать собственную команду, о чём было объявлено в конце ноября 1928 года. Помимо Брукинза в ней выступали ещё трое бывших игроков из школы имени Уэнделла Филлипса — Тутс (Уолтер) Райт, Рандольф Рамзи и Кид (Уиллис) Оливер. Тренером стал бывший помощник тренера «Биг Файв» Бобби Андерсон, и именно эта чикагская команда впервые получила популярное в те годы в США название «Глобтроттерс» (первоначально, как вспоминал её первый капитан, полным названием было «Томми Брукинзес Глоуб Троттерс», Tommy Brookins’s Globe Trotters).
Первый состав команды Брукинза в свою очередь претерпевал изменения, из него, по-видимому, довольно быстро выпали Тутс Райт и Кид Оливер. Оставшись без команды, они, в свою очередь, решили создать собственную, и вот в неё-то, вероятно, и был вновь приглашён, уже в качестве тренера и менеджера, Эйб Саперстейн. Помимо Райта и Оливера, в первом составе новой команды были ещё трое выпускников школы имени Уэнделла Филлипса — Фэт (Байрон) Лонг, Энди Вашингтон и Рант (Эл) Пуллинз, выигравший для школы городской чемпионат 1928 года. По всей видимости, Саперстейн с самого начала рассматривал Пуллинза как ведущего игрока, который будет тянуть на себе команду. Грин пишет, что эти «вторые Глобтроттерс» действительно провели свою первую игру как гастролирующая команда в Хинкли, штат Иллинойс, но состоялась она 21 января 1929 года — на два года позже, чем утверждал в дальнейшем Саперстейн. В этом матче гости проиграли местной команде со счётом 43:34, а выручка составила 8 долларов, которые, как вспоминал Пуллинз, были поровну разделены между всеми пятью игроками и тренером.

### Выживание в годы Великой депрессии и спортивный рост
В конце 1920-х и в течение всех 1930-х годов «Глобтроттерс» были обычной сильной баскетбольной командой. Они далеко не были единственной гастрольной командой, и на первых порах не были даже сильнейшей из таких команд: за внимание публики с ними соревновалось ещё несколько коллективов, наиболее известными из которых были основанные раньше «Ориджинал Селтикс» и «Нью-Йорк Ренессанс», больше известная просто как «Ренс». В сущности, само название «Гарлем Глобтроттерс» (или даже «Нью-Йорк Гарлем Глобтроттерс») было, возможно, попыткой попользоваться славой «Ренс» — известнейшей нью-йоркской профессиональной команды.
Помимо этого, были и другие трудности: первые годы существования команды пришлись на Великую депрессию, что не могло не сказаться на уровне доходов. Пять игроков и тренер, набившиеся в старенький Ford Model T (максимальная скорость 30 миль в час), проделывали между играми расстояния до 200 и больше миль за день, пытаясь свести концы с концами. Хотя Саперстейн, заключая договор об очередном выступлении, обычно оговаривал для своей команды минимальный гонорар в размере 25 долларов плюс 40 % от выручки с продажи билетов, в итоге принимавшая сторона не всегда была в состоянии собрать даже эти 25 долларов. Иной раз на игры, проходившие в холодных амбарах и спортзалах, собиралась лишь кучка зрителей, а в Ватерлу (Айова) из-за холода на игру не пришёл вообще никто, и Саперстейну после матча пришлось умолять менеджера местной команды о пяти долларах на еду и ночлег. Порой приходилось играть и в дождь под открытым небом.
Не способствовало доходам и то обстоятельство, что многие местные команды были просто не заинтересованы в игре с сильными гастролёрами. Нельсон Джордж комментирует это в книге «Поднимая уровень игры: Чернокожие и баскетбол»: 

Идея о том, что пять негров могут приехать в городок на Среднем Западе, разгромить хозяев и получить за это деньги, большим спросом не пользовалась.
По версии, предлагаемой Брайаном Кольером в статье 2008 года, сам контракт с Саперстейном изначально был лишь способом заполучить в команду «белое лицо» для облегчения переговоров с местной администрацией — иначе с негритянской командой на Среднем Западе просто никто не захотел бы иметь дело.
Поэтому весь первый период существования «Гарлем Глобтроттерс» игроки, проводившие по 150 игр в сезон, ночевали в самых дешёвых гостиницах (если удавалось найти гостиницу, сдающую комнаты неграм), а чаще на полу в доме какой-нибудь сердобольной негритянской семьи. Горячую пищу им также удавалось добыть редко — в местах, где они гастролировали, было не так много ресторанов и кафе, где чернокожих спортсменов готовы были обслуживать. Чаще приходилось довольствоваться купленными в магазине крекерами и колбасой или парой пончиков. На запасных игроков не было денег, и когда в третьем сезоне из-за чрезмерно напряжённого графика в составе начались травмы, самому Саперстейну приходилось выходить на площадку в качестве пятого игрока. При росте 5 футов и 3 дюйма (160 см) Саперстейн далеко не представлял из себя звезду на площадке (Грин упоминает, что в чикагской школе Лейк-Вью Эйб играл в стартовом составе, но оговаривается, что это была сборная «в легчайшем весе» — для самых маленьких игроков) и был в игре скорей помехой, чем подспорьем, но отсутствие необходимости тратиться на шестого игрока, возможно, помогло команде пережить Великую депрессию.
В 1934 году Саперстейн объявил, что игроки, до этого получавшие долю от дохода с игр, отныне будут получать зарплату — по 7,5 долларов за игру. Фактически это означало превращение «Глобтроттерс» из кооператива в команду с единственным владельцем — самим Саперстейном. Этот шаг привёл к бунту ветеранов, и команду покинули Рант Пуллинз, Лонг и Джордж Истер. Они тут же создали свою собственную команду под тем же названием, и на протяжении какого-то времени по США гастролировали два коллектива под названием «Гарлем Глобтроттерс». Саперстейну удалось избавиться от конкуренции, убедив Ассоциацию любительского спорта, контролировавшую любительский баскетбол в США в том, что его «Настоящие Глобтроттерс» — любительская команда. Таким образом, соперникам команды Саперстейна отныне не грозила потеря любительского статуса, которого в то время можно было легко лишиться из-за игр с профессионалами. В итоге местные любительские клубы стали отдавать предпочтение именно «Глобтроттерс» Саперстейна.

### Рождение шоу «Глобтроттерс»
Основным аспектом выставочных матчей «Глобтроттерс» против сильнейших профессиональных клубов оставался спортивный. Однако с большинством противников команда со временем стала расправляться слишком легко, и зрители начинали скучать на таких односторонних играх, что отрицательно сказывалось на посещаемости и доходах. Решение пришло спонтанно в сезоне 1929—30 годов, в ходе одной из таких односторонних встреч в Вудфайбре (Британская Колумбия), когда гости обыгрывали хозяев площадки со счётом 112:5, а обстановка в зале накалилась так, что угрожала взрывом насилия. Ведущие игроки «Глобтроттерс» — Пуллинз, Инмен Джексон и Кид Оливер — незадолго до конца матча поняли, что публику надо умиротворить, и в последние минуты игры развлекали её искусным дриблингом, пасами из-за спины и жонглированием, разрядив обстановку. Ещё одним толчком стало происшествие во время матча в Уильямссбурге (Айова). Игра проходила в холодный вечер, и рядом с площадкой стояло несколько печей-«буржуек». По ходу матча Кид Оливер наткнулся задом на одну из этих печей, и его трусы задымились, а сам он с воплями заметался по площадке, вызвав овацию публики.
С этого момента «Глобтроттерс», и раньше не чуждые элемента шоу в своих играх (что не было исключительно их привилегией — многие сильные гастрольные команды включали трюки с мячом в свои выступления, пытаясь клоунадой смягчить горечь поражения для игроков и болельщиков местных команд), стали делать на нём всё больший акцент, специально разрабатывая новые зрелищные ходы. Сам Саперстейн в дальнейшем излагал в интервью две противоречащих друг другу версии: согласно одной, именно он был автором идеи баскетбольного циркового шоу, согласно второй же, циркачество у его игроков, как у всех чернокожих, было в крови, а сам он, напротив, должен был следить, чтобы они продолжали играть в баскетбол, а не только дурачились.
1927—1947 — Инмен Джексон

1941—1942, 1946—1955 — Рис Татум

1948—1974 — Боб Холл

1957—1979 — Медоуларк Лемон

1961—1985 — Хьюберт Осби

1974—1991 — Джеймс Сандерс

1979—1996 — Лу Данбар

1994—2008 — Пол Гаффни

2005—2014 — Кевин Дейли

2005—н. в. — Нэйт Лофтон
Принципиальным отличием «Гарлем Глобтроттерс» от других гастрольных команд стало совмещение высококлассной по спортивным стандартам того времени игры и клоунады. Игры команды в определённый период её истории можно было разделить на три части:
- разминка и развлечение публики — основным компонентом этого этапа был разработанный уже в 1929 году «Волшебный круг», когда игроки, собравшись в центре площадки, перебрасывались мячом, применяя для этого нестандартные и забавные приёмы
- серьёзная игра до достижения внушительного преимущества в счёте
- возвращение к трюкам и «приколам» (англ. reems)[17]

Первым «принцем-клоуном» (англ. clown prince) «Глобтроттерс», автором их первых трюков стал, как признавал Саперстейн, один из основателей команды — центровой и скаут Инмен Джексон. Уже с 1934 года Джексон начал по-футбольному забивать мяч в кольцо с линии штрафных бросков; он также в последние секунды игры мог поднять на плечи Гарри Русана — самого «маленького» игрока в команде, и тот закладывал мяч в кольцо сверху одновременно с финальной сиреной — трюк, который сохранился в арсенале команды на протяжении десятилетий. Классическими элементами игры «Глобтроттерс» стало вращение мяча на вытянутом пальце, пасы между ног соперников, игра плечами и локтями. Со временем «Глобтроттерс» выработали, помимо стандартных баскетбольных амплуа, свои собственные, связанные с тем, какую сферу шоу представлял игрок. В список амплуа, помимо «принца-клоуна», играющего главную роль как в спектакле, так и в спортивном плане, входят также «ведущий мяч» (англ. dribbler), раздающий пасы через всю площадку «диспетчер» (англ. floorman) и «финишёр» (англ. finisher), в чьи обязанности входят завершающие броски и слэм-данки.

### Восхождение к вершине профессионального баскетбола
К концу 30-х годов «Глобтроттерс» удалось зарекомендовать себя в качестве ведущей профессиональной команды. К 1939 году они провели без малого 1800 матчей, проиграв из них только 143 и одержав победы в 92 % встреч. В 1939 году в рамках Всемирного профессионального баскетбольного турнира в Чикаго состоялась первая в истории встреча между «Гарлем Глобтроттерс» и «Нью-Йорк Ренс». Прежде нью-йоркская команда — признанный лидер гастрольного баскетбола — попросту игнорировала повторяющиеся вызовы Саперстейна, но жеребьёвка турнира не оставила ей возможности отказаться. Эту первую встречу ньюйоркцы выиграли, однако уже на турнире 1940 года «Глобтроттерс», усиленные одним из лучших баскетбольных снайперов США Сонни Босуэллом, одолели нью-йоркскую команду в четвертьфинале, а в финале в дополнительное время переиграли команду из своего родного города — выступавших в Национальной баскетбольной лиге (НБЛ) «Чикаго Брюинз». Это позволило им получить право на матч со студенческой сборной «Всех звёзд» США. Матч проходил также в Чикаго при рекордном количестве зрителей — более 20,5 тысяч человек, — и сборная США одержала победу лишь в дополнительное время. В дальнейшем встречи со студенческой командой «Всех звёзд» стали ежегодными, добавив ещё один штрих к имиджу «Глобтроттерс».
Годы II мировой войны для команды снова оказались тяжёлыми. Многие из её ведущих игроков, включая нового центрового и принца-клоуна Риса Татума, были призваны в армию, а других разобрали небольшие профессиональные баскетбольные лиги, затыкавшие возникшие в составах дыры чернокожими игроками, поступившись ради продолжения игрового сезона соображениями расовой чистоты. В частности, «глобтроттеры» Сони Босуэлл, Дюк Камберленд и Берни Прайс выступали в НБЛ в рядах «Чикаго Студебекер Флайерз» вместе со своими бывшими соперниками по Всемирному профессиональному турниру из «Чикаго Брюинз». В то же время Саперстейн сумел заполучить в состав выпускника колледжа св. Амброза из Давенпорта (Айова) Боба Карстенса, ставшего первым белым баскетболистом «Глобтроттерс» на постоянном контракте (первым белым в составе был сам Саперстейн). Отыграв за команду полтора года, Карстенс успел отметиться изобретением одного из трюков, сохранившихся в её репертуаре до настоящего времени — мяча со смещённым центром тяжести и непредсказуемой траекторией отскока.
После окончания войны «Гарлем» уже не участвовал во Всемирном профессиональном турнире, однако в послевоенные годы команда провела ряд показательных игр против клубов НБЛ и только что образованной Национальной баскетбольной ассоциации. Особого интереса удостоились встречи с сильнейшей командой НБЛ — «Миннеаполис Лейкерс» — в 1948 и 1949 годах. Эти матчи стали возможны благодаря дружбе Саперстейна с генеральным менеджером команды из Миннеаполиса Максом Винтером.
«Лейкерс», ведомые лучшим центровым НБА Джорджем Майкеном и «Парнем-кенгуру» Джимом Поллардом, единодушно котировались прессой как фавориты. Помимо того, что это была команда профессиональных спортсменов, играющая против бродячего цирка, как к тому времени воспринимались «Глобтроттерс», расовые теории конца XIX и первой половины XX века доказывали, что у негров менее сильная воля, маленькие лёгкие и тяжёлые кости, что якобы делало их менее приспособленными для спортивных игр и в частности баскетбола. После первой половины игры огромная физическая сила Майкена, казалось, сделала своё дело: центровые «Глобтроттерс» Рис Татум и Нэт Клифтон с ним откровенно не справлялись, да и вся команда, измотанная проведёнными за пять предыдущих дней пятью играми, никак не могла найти свою игру и ушла на перерыв, уступая девять очков. Однако во втором тайме всё изменилось: чикагцы заиграли в привычный для себя раскованный комбинационный баскетбол и сумели, применяя непривычную для тех лет зонную защиту, сократить разрыв до минимума, а их игрок Дюк Камберленд даже позволил себе в какой-то момент фирменную шутку в отношении самого Майкена. В итоге «Глобтроттерс» вырвали победу практически на последних секундах игры.
Первое поражение «Лейкерс» было воспринято как случайность, возможно, связанная с тем, что они не настроились на игру. Однако год спустя чернокожие профессионалы снова взяли верх, причём по ходу повели настолько уверенно, что начали открыто демонстрировать фирменный баскетбольный цирк. 1 января 1950 года состоялся первый матч «Глобтроттерс» на главной спортивной арене США — в спорткомплексе «Мэдисон-сквер-гарден», где они играли против «Нью-Йорк Селтикс» — преемников знаменитой гастрольной команды «Ориджинал Селтикс» — в присутствии 19 тысяч зрителей.
Успехи негритянской команды стали решающими в резком повороте в политике НБА: было принято принципиальное решение, что в клубах НБА могут выступать чернокожие атлеты, и из трёх первых негров, с которыми были заключены контракты, двое — Нэт Клифтон и Чак Купер — были приглашены из «Гарлема». При этом, как потом оказалось, Саперстейн надул своих бывших игроков, положив себе в карман 90 % денег, уплаченных за контракт с Клифтоном, заключённый «Нью-Йорк Никс».

### «Послы доброй воли» США
Победы над ведущими командами НБА принесли «Глобтроттерс» признание в национальных масштабах. Их стали приглашать выступать перед матчами НБА в надежде, что это привлечёт зрителей. Ещё одним результатом такой известности стало необычное турне — 18 матчей против сборных «Всех звёзд» студенческого баскетбола США. За три недели команда Саперстейна покрыла между играми расстояние более чем в 9000 миль, победив с общим счётом 13:5. Это звёздное турне стало прообразом заокеанских гастролей «Глобтроттерс». Уже во втором матче своей гастрольной поездки 1950 года, проходившем на лондонском стадионе «Уэмбли», американская команда собрала 50 тысяч зрителей; в ходе турне 1951 года «Глобтроттерс» выступали на Берлинском Олимпийском стадионе перед 75-тысячной аудиторией, в которую входил и четырёхкратный чемпион Берлинской олимпиады Джесси Оуэнс. После матча в Берлине «Глобтроттерс» получили от Госдепартамента США благодарственное письмо, где впервые были названы «послами доброй воли США». Этот эпитет прижился и позже был вновь официально озвучен президентом Никсоном.
В 1959 году команда играла в Москве, где перед матчем её приветствовал лично Н. С. Хрущёв, и в других городах СССР. На девяти московских матчах, в которых соперниками «Глобтроттерс» были не советские баскетболисты, а команда «Сан-Франциско Чайниз Баскетирз», побывали примерно 135 тысяч зрителей. Советская пресса особо отмечала номера сопровождавших американцев цирковых артистов — велосипедистов-виртуозов, фигуриста-роликобежца и пары акробатов из ФРГ. В это десятилетие состоялись также выступления перед римским папой Пием XII в Кастель-Гандольфо и игра перед 50-тысячной аудиторией в Рио-де-Жанейро; ещё одним достижением команды стала остановленная на четыре дня гражданская война в Перу: на этот шаг перуанцы пошли ради серии выступлений «Глобтроттерс». В 1979 году «послы доброй воли США» выступили перед лидером КНР Дэн Сяопином, находившимся с дипломатическим визитом в США. С 1950 по 1996 год команда посетила 117 стран и территорий, собрав бо́льшую суммарную аудиторию, чем любой другой коллектив в истории спорта.
Парадоксальным образом популярность «Гарлем Глобтроттерс» внутри США стала спадать ещё в период, когда за рубежом команда вызывала фурор. После того, как в 1960-е годы набрало силу движение за гражданские права чернокожих американцев, со стороны активистов этого движения наметилось отрицательное отношение к «Глобтроттерс». Для многих чернокожих активистов шутки и трюки «принцев-клоунов» «Гарлема» выглядели унизительными и оскорбительными, а роль команды как «послов доброй воли» была поставлена под сомнение. Спикеры команды, проповедовавшие сосуществование и добрососедские взаимоотношения культур, казались пришельцами из прошлого на фоне растущего ожесточения. Один из знаменитых в прошлом игроков команды, Конни Хокинс, в своей автобиографии в 1972 году писал, что от «Глобтроттерс» ожидалось, что они будут вести себя, как «дядя Tом» — широко улыбаясь и приплясывая перед белой публикой, которая уверена, что так чёрные американцы себя и ведут в жизни. Схожим образом высказывался Фрэнк Стефенс — лидер забастовки «глобтроттеров», состоявшейся в 1971 году; участники этой забастовки также указывали на грабительские условия своих контрактов, требуя повышения зарплат, введения пенсионного плана и улучшения условий профессиональной страховки. Однако широкая публика, для которой забастовка «Глобтроттерс» была сродни забастовке эльфов Санта-Клауса, не поддержала игроков; даже некоторые из членов команды (включая играющего тренера Медоуларка Лемона) спорили с участниками забастовки, доказывая, что с тем же успехом в «дяди Томы» можно записать любого профессионального комика и шоумена.

### Кризис и возрождение
Эйб Саперстейн скончался в 1966 году в возрасте 63 лет. Последующие владельцы сместили акцент в развитии бренда команды со спортивного на театральный и цирковой, актёрским данным новых игроков стало уделяться больше внимания, чем атлетическим. С 1971 по 1995 год «Глобтроттерс» не проиграли ни одного матча, победив за это время в 8829 играх — в основном носивших характер шоу и игравшихся против команд значительно более низкого уровня. Этой серии предшествовал ещё один беспроигрышный период, тянувшийся с 1962 по 1971 год. Смена в подборе партнёров была связана в частности с тем, что гастрольный сезон «Глобтроттерс», продолжавшийся в США с декабря по март, совпадал по времени с регулярными чемпионатами НБА, АБА и студенческого чемпионата США, так что у ведущих соперников просто не оставалось времени на выставочные игры. В этот период под одним и тем же названием одновременно выступали по несколько команд: в 1950 году к звёздному «восточному» составу добавился «западный», а в 1954 году — «южный» и «северный», который, однако, вскоре был распущен. В поисках соперников и полных залов Саперстейн даже нанял бывшего игрока АБЛ Реда Клотца с целью формирования профессиональной команды, способной противостоять «Глобтроттерс» и быть их регулярным противником. Новая профессиональная команда получила название «Вашингтон Дженералс» (англ. Washington Generals) и просуществовала под этим и другими именами 43 года, сыграв тысячи матчей с «Гарлемом» и сумев за это время только дважды его обыграть — первая её победа оборвала беспроигрышную серию «Глобтроттерс» 1962—71 годов.
По мере того, как росла популярность НБА и всё больше сильных чернокожих игроков стали уходить в её команды, интерес к «Глобтроттерс» стал ослабевать. Не способствовал популярности и выбор соперников, среди которых было мало команд высокого класса. Поэтому, хотя «Глобтроттерс» не переставали выигрывать, их постепенно перестали воспринимать всерьёз, расценивая их победы как заранее срежиссированные. Возродить интерес публики не помогали даже шумные рекламные трюки — такие, как подписанный в 1985 году контракт со звездой женской Олимпийской сборной США Линетт Вудард, которую в афишах называли «первой профессиональной баскетболисткой». Между 1986 и 1993 годом посещаемость игр с участием «Глобтроттерс» упала втрое, а доходы снизились с 10 миллионов долларов в 1986 году до менее чем 0,5 миллиона в 1993 году. От спонсоров в этом году было получено всего 178 тысяч долларов. Компания IBC, владевшая «Гарлем Глобтроттерс» с 1986 года, обанкротилась в 1991 году, и два года командой владел National Westminster Bank, хозяева которого не предпринимали усилий для её популяризации.
В 1993 году команду за 5,5 миллионов долларов купил один из её прежних игроков Манни Джексон, ставший таким образом первым афроамериканцем, владеющим ведущей спортивной командой. Смена руководства отразилась на политике команды, в частности, на подборе соперников, что в свою очередь повлекло за собой и первое за много лет поражение: в 1995 году команда проиграла в ходе европейского турне сборной «всех звёзд», составленной Каримом Абдул-Джаббаром (при этом обыграв её десять раз). В дальнейшем последовали ещё несколько поражений, в частности, в 2000 году от чемпионов Северной Америки среди студентов — сборной Университета штата Мичиган. В ноябре 2002 года команда, не знавшая поражений десятилетиями, проиграла шесть матчей подряд против студенческих команд из Мэриленда, Миссисипи, Коннектикута и Огайо. Тем не менее был сделан решающий шаг к возвращению к образу профессиональной баскетбольной команды: хотя «Глобтроттерс» не могут себе позволить характерные для команд НБА миллионные контракты, они снова стали привлекательной командой для молодых талантов и игроков на излёте карьеры, так как стандартный гонорар игрока, выступающего за «Глобтроттерс», составляет шестизначную сумму. С изменением имиджа команды, возвращавшейся к своим спортивным корням, ей снова заинтересовались спонсоры. Уже в 1995 году Манни Джексон заключил пятилетний контракт с фирмой Reebok, позже в число спонсоров вошли Walt Disney World Sports (предоставлявшая спорткомплекс в Орландо в качестве официальной тренировочной площадки «Глобтроттерс»), сеть закусочных Denny's, Northwest Airlines и ряд более мелких компаний и организаций. Команда вернула себе роль «послов доброй воли» США и продолжает расширять географию своих выступлений: в 2013 году Корейская Народно-Демократическая Республика стала 122-й страной, где выступали «Глобтроттерс».
Возрождение «Гарлем Глобтроттерс» как спортивного бренда заняло у Манни Джексона 12 лет. В 2005 году он продал контрольный пакет акций команды фонду Shamrock Holdings, аффилиированному с Walt Disney Company, сохранив, однако, за собой пост генерального директора компании. В 2007 году его сменил на посту генерального директора команды бывший директор WWE по маркетингу Курт Шнайдер. Осенью 2013 года команда была приобретена корпорацией Herschend Family Entertainment, уже владеющей несколькими десятками парков аттракционов в Северной Америке. Хотя детали сделки не разглашались, общая стоимость «Глобтроттеров» в это время оценивалась в сумму от 70 до 100 млн долларов. В июне 2021 года «Глобтроттерс» обратились к комиссару НБА Адаму Сильверу с письмом, призывающим принять их в число команд НБА.

## Атрибуты команды
С периода, предшествовавшего Второй мировой войне, «Гарлем Глобтроттерс» используют одну и ту же форму: сине-бело-красные майки с золотыми звёздами и трусы в красно-белую вертикальную полоску. Таким образом, цвета формы и даже их взаимное расположение напоминают зрителям о флаге США (согласно более распространённой версии, Эйб Саперстейн сам пошил форму таких цветов уже к первым матчам своей команды, но Джошуа Уилкер пишет, что такая форма была заказана только после победы во Всемирном профессиональном баскетбольном турнире). В эти же цвета раскрашен и фирменный мяч команды.
Товарной маркой команды с 1992 года является джазовый стандарт Sweet Georgia Brown, написанный за несколько лет до того, как «Глобтроттерс» впервые вышли на паркет. Насвистываемая мелодия неизменно сопровождает знаменитую предматчевую разминку команды — «Волшебный круг».
Первым маскотом «Гарлем Глобтроттерс» обзавелись в годы показа одноименного анимационного сериала (см. Образ команды в культуре). Это был обутый в спортивные туфли белый пёс с мордой, похожей на ослиную, по кличке Дриблз (англ. Dribbles). Однако в реальной жизни этот персонаж не прижился. В 1994 году на играх «Гарлем Глобтроттерс» появился маскот, получивший имя Глоби. Глоби развлекает публику различными акробатическими трюками, танцует, катается на роликовых коньках, взаимодействуя со зрителями и укрепляя в них чувство сопричастности происходящему на игровой площадке. Требования при выборе Глоби не ниже, чем при наборе игроков, и выбор исполнителей этой роли происходит каждый год одновременно с набором новичков. Все первые маскоты «Глобтроттерс» до этого выполняли ту же функцию в других командах или исполняли роли диснеевских персонажей в парках развлечений.

## Игроки

### Знаменитые игроки прошлого
Игрок «Глобтроттерс» Натаниэль (Свитуотер) Клифтон, в 1950 году подписавший контракт на сумму 25 000 долларов с клубом «Нью-Йорк Никс», стал первым чернокожим игроком НБА. Среди других знаменитых игроков команды в 40-е и начале 50-х годов были Риc Татум по прозвищу «Гуз» (англ. Goose — «Гусь») — автор многих комических элементов в игре «Глобтроттерс», также считающийся изобретателем броска «крюком» — и Маркес Хейнс, выпускник Лангстонского университета. Хейнс превратил свой небольшой рост в эффективное оружие, отработав ведение мяча в каких-то 15 сантиметрах от пола. Впоследствии Хейнс и Татум, ушедшие от Саперстейна, основали свой собственный успешный гастролирующий клуб — «Гарлем Маджишенс» (англ. Harlem Magicians). Медоуларк Лемон, ещё один принц-клоун, выступавший за команду 24 года сначала как игрок, а потом как играющий тренер, провёл на площадке в форме «Глобтроттерс» 7500 игр подряд — в несколько раз больше, чем рекордсмен НБА по этому показателю Эй Си Грин (1192 матча подряд). За «Глобтроттерс» также короткое время выступали такие будущие звёзды НБА, как Уилт Чемберлен и Конни Хокинс.
В общей сложности в списке «легенд» команды, размещённом на её официальном сайте, около 30 имён. Восемь игроков «Глобтроттерс» включены в  Зал славы баскетбола (см. Награды и звания). В память о пяти наиболее значимых игроках команды, а также тренере и игроке «Вашингтон Дженералс» Реде Клотце ею больше не используются шесть номеров.
| Навечно закреплённые номера «Гарлем Глобтроттерс» |
| ------------------------------------------------- |

| №  | Год  | Игрок            | Амплуа                  | Период выступлений   |
| -- | ---- | ---------------- | ----------------------- | -------------------- |
| 3  | 2011 | Луис (Ред) Клотц | Защитник                | —                    |
| 13 | 2000 | Уилт Чемберлен   | Центровой               | 1958—1959            |
| 20 | 2001 | Маркес Хейнс     | Защитник / ведущий мяч  | 1947—1953, 1972—1979 |
| 22 | 2008 | Фред (Кёрли) Нил | Защитник / ведущий мяч  | 1963—1985            |
| 36 | 2001 | Медоуларк Лемон  | Центровой / принц-клоун | 1954—1978            |
| 50 | 2002 | Рис (Гуз) Татум  | Центровой / принц-клоун | 1941—1955            |

### Действующий состав
Официальный сайт команды представляет игроков действующего состава под «сценическими псевдонимами» вместо обычных имени и фамилии.
| №  | Игрок                       | Позиция | Рост |
| -- | --------------------------- | ------- | ---- |
| 2  | Диззи (Dizzy) Инглиш        | З       | 175  |
| 4  | Мани (Bulldog) Мерриуэззер  | Ф       | 188  |
| 5  | Бульдог (Bulldog) Мак       | Ф       | 201  |
| 8  | Лаки (Lucky) Цзян           | З       | 180  |
| 9  | Хот Шот (Hot Shot) Суонсон  | З       | 135  |
| 10 | Торч (Torch) Джордж         | З       | 160  |
| 11 | Чиз (Cheese) Чизхолм        | З       | 188  |
| 14 | Хэндлз (Handles) Франклин   | З       | 185  |
| 15 | Айс (Ice) Ринко             | З       | 173  |
| 16 | Скутер (Scooter) Кристенсен | З       | 185  |
| 17 | Свиш (Swish) Саттон         | З       | 175  |
| 18 | Ти-Эн-Ти (TNT) Листер       | З       | 168  |
| 19 | Флип (Flip) Уайт            | З       | 183  |

| №  | Игрок                       | Позиция | Рост |
| -- | --------------------------- | ------- | ---- |
| 21 | Лайтс Аут (Lights Out) Ли   | З       | 180  |
| 23 | Тандер (Thunder) Ло         | Ф       | 191  |
| 24 | Драгон (Dragon) Тейлор      | Ф       | 193  |
| 26 | Хай-Лайт (Hi-Lite) Братон   | Ш       | 201  |
| 29 | Бист (Beast) Даглас         | Ф       | 191  |
| 30 | Зюс (Zeus) Маккларкин       | Ф       | 203  |
| 31 | Хаммер (Hammer) Харрисон    | Ф       | 206  |
| 32 | Джет (Jet) Риверс           | З       | 185  |
| 33 | Булл (Bull) Буллард         | З       | 193  |
| 37 | Хок (Hawk) Андерсон         | Ф       | 198  |
| 38 | Смув (Smoove) Кривенко      | Ф       | 188  |
| 39 | Эль Гато (El Gato) Мелендес | Ф       | 203  |

| №  | Игрок                             | Позиция | Рост |
| -- | --------------------------------- | ------- | ---- |
| 40 | Уэм (Wham) Мидлтон                | З       | 170  |
| 41 | Свит Лу 2-й (Sweet Lou II) Данбар | Ф       | 191  |
| 42 | Спайдер (Spider) Шарплесс         | Ф       | 193  |
| 43 | Спиди (Speedy) Артис              | З       | 170  |
| 45 | Муз (Moose) Уикс                  | Ф       | 203  |
| 47 | Энимал (Animal) Хайч              | Ф       | 196  |
| 48 | Клач (Clutch) Болл                | Ф       | 191  |
| 48 | Дазл (Dazzle) Кидонь              | З       | 180  |
| 51 | Ту Толл (Too Tall) Уинстон        | З       | 178  |
| 52 | Биг Изи (Big Easy) Лофтон         | Ш       | 206  |
| 54 | Хай-Райз (Hi-Rise) Хинтон         | Ф       | 201  |
| 58 | Хопс (Hops) Пирс                  | З       | 183  |
| 59 | Экс-Овер (X-Over) Томпкинс        | З       | 137  |

Легенда
- Ш — шоумен (принц-клоун)

В 2008 году главным тренером «Глобтроттерс» стал один из сильнейших шоуменов в истории команды — Лу Данбар. В сентябре 2011 года в тренерскую бригаду был включён игравший за команду с 1974 по 1987 и в 1997 году Джимми Блэклок.
Начиная с 2007 года «Гарлем Глобтроттерс» проводят ежегодный драфт, по итогам которого в команду приглашаются пять игроков. Далеко не всегда приглашение заканчивается контрактом, а среди результатов драфта встречаются курьёзно-рекламные: так, в первый год драфта одним из отобранных игроков стал китайский гигант Сунь Минмин ростом более 230 см, в 2009 году в пятёрку попал вратарь сборной США по футболу Тим Ховард, а в 2011 году — звезда футбольной «Барселоны» Лионель Месси. В 2013 году к этому списку добавился знаменитый питчер «Нью-Йорк Янкис» Мариано Ривера. Тем не менее из 30 кандидатов за первые шесть лет в команде в итоге оказалась почти треть.

### Почётные игроки
С «Глобтроттерс» были заключены пожизненные контракты на сумму 1 доллар в год у Билла Косби и Мэджика Джонсона. Звание почётных игроков за время существования команды было присвоено Генри Киссинджеру (1976), Бобу Хоупу (1977), Кариму Абдул-Джаббару (1989), Вупи Голдберг (1990), Нельсону Манделе (1996), Джекки Джойнер-Керси (1999), папе римскому Иоанну Павлу II (2000) и Джесси Джексону (2001).

## Зрители
60 % игр «Глобтроттерс» проходят в будние дни, часто в небольших городах, но посещаемость в конце 1990-х годов составляла в среднем около 5000 зрителей на каждой игре — с учётом плотного графика выступлений около 1,6 миллиона зрителей в год. Самую большую возрастную группу среди зрителей на матчах команды составляли дети в возрасте от 6 до 13 лет (почти 30 %), а 75 % взрослых зрителей приводили с собой на игры детей.
Примерно шесть из каждых десяти зрителей на играх команды — белые. Ещё по 17 % зрителей составляют афроамериканцы и выходцы из стран Латинской Америки. Мужчины посещают матчи «Глобтроттерс» в полтора раза чаще, чем женщины, составляя 60 % аудитории.

## Образ команды в культуре
Уже в 1951 году стараниями Эйба Саперстейна на экраны вышел художественный фильм «Гарлем Глобтроттерс». Спустя два года была снята ещё одна кинокартина — «Давай, чувак, давай!» (англ. Go, Man, Go!), где роль легендарного «принца-клоуна» Инмена Джексона сыграл будущий лауреат «Оскара» Сидни Пуатье. В том же году выпуск «Шоу Эда Салливана» с участием «Глобтроттерс» собрал у телеэкранов примерно 77 % всей телевизионной аудитории США.
После того, как в 1966 году умер Эйб Саперстейн, новые владельцы — чикагские бизнесмены Палмер, О’Нил и Джилетт — предприняли усилия по популяризации команды средствами телевидения. В 1967 году команда появилась на шоу CBS Sports Spectacular, а начиная с 1970 года по субботам на экран выходил анимационный сериал «Гарлем Глобтроттерс» производства компании Hanna-Barbera. В 1972 и 1973 годах «Гарлем Глобтроттерс» также четырежды становились персонажами серий другого анимационного сериала той же компании — «Новые фильмы о Скуби-Ду». В 1972 году канал CBS запустил в производство музыкальное шоу «Машина для попкорна Гарлем Глобтроттерс», а ещё год спустя было заключено соглашение с каналом ABC на показ минимум одной игры «Глобтроттерс» в сезон.
В 1981 году на телеэкраны вышел полнометражный игровой фильм «Гарлем Глобтроттерс на острове Гиллигана», рассматривавшийся его авторами как пилотный выпуск к новому телесериалу. В фильме исполнявшие собственные роли игроки «Глобтроттерс», чей самолёт разбивается на затерянном в океане острове, играют матч против команды роботов.

## Награды и звания
- В 1982 году команда была удостоена собственной звезды на Аллее славы в Голливуде[85].
- В 1999 году команда получила Приз Джона Банна, присуждаемый Залом славы баскетбола за вклад в развитие баскетбола[86].
- В 2002 году «Гарлем Глобтроттерс» был включен в Зал славы баскетбола[87]. Первый владелец команды, её многолетний менеджер Эйб Саперстейн стал членом Зала славы баскетбола в 1971 году, посмертно[88]. В Зал славы баскетбола включены также 11 игроков «Глобтроттерс» (один из них, Джон Чейни, — как тренер[89]).

| Члены Зала славы баскетбола |
| --------------------------- |

| Имя                    | Период выступлений | Год введения |
| ---------------------- | ------------------ | ------------ |
| Инман Джексон          | 1929—43            | 2022         |
| Альберт (Рант) Пуллинз | 1929—34            | 2022         |
| Уайетт (Сонни) Босуэлл | 1939—42            | 2022         |
| Рис Татум              | 1941—55            | 2011         |
| Маркес Хейнс           | 1947—53, 1972—79   | 1998         |
| Уильям (Поп) Гейтс     | 1950—55            | 1989         |
| Медоуларк Лемон        | 1954—78            | 2000         |
| Джон Чейни             | 1955               | 2001         |
| Уилт Чемберлен         | 1958—59            | 1979         |
| Конни Хокинс           | 1964—66            | 1992         |
| Линетт Вудард          | 1985—86            | 2004         |

- Игроки «Глобтроттерс» оставили след не только в баскетболе и кино: игравший в сезоне 1957—58 годов в составе команды Боб Гибсон впоследствии стал одним из лучших бейсболистов своего времени и в дальнейшем был избран в «сборную столетия» МЛБ и в Национальный зал бейсбольной славы[100]. В списки Национального зала бейсбольной славы включены также бывшие «глобтроттеры» Лу Брок и Фергюсон Дженкинс[101].